# Municipio de Santa María Lachixío
El municipio de Santa María Lachixio es uno de los 570 municipios del estado mexicano de Oaxaca. Su cabecera es la localidad de Santa María Lachixio.

## Geografía
El municipio de Santa María Lachixio colinda al norte y oeste con el municipio de Zimatlán de Álvarez; al sur con los municipios de San Vicente Lachixío y Villa Sola de Vega; y al este con los municipios de San Miguel Mixtepec y San Antonino el Alto.

## Localidades
El municipio de Santa María Lachixio cuenta con siete localidades.
| Localidad             | Población (2020) |
| --------------------- | ---------------- |
| Santa María Lachixío  | 1099             |
| Rincón Hacienda Vieja | 336              |
| Barrio Sur            | 103              |

## Gobierno
El municipio de Santa María Lachixio se rige mediante el sistema de usos y costumbres.
| Presidente municipal            | Localidad |
| ------------------------------- | --------- |
| Apolonio M. Reyes Vázquez       | 1996-1998 |
| Gervacio Julián Cruz Reyes      | 1999-2000 |
| Aureliano Serafín García        | 2000-2001 |
| Pedro Anastasio Vázquez Gaspar  | 2002-2004 |
| Armando Marcelino Luis Morales  | 2005-2007 |
| Bonifacio Nicanor Reyes García  | 2008-2010 |
| Margarito Morales Cruz          | 2011-2013 |
| Isidro Santiago Vázquez García  | 2013-2016 |
| Francisco Javier Morales García | 2017-2019 |
| Miguel Vázquez Martínez         | 2020-2022 |
| Mateo Luis Gaspar Hernández     | 2023-2025 |